# 9 × 17 мм
9×17 мм (обозначение в США — .380 ACP (от  Automatic Colt Pistol), см. также Иные обозначения) — пистолетный унитарный патрон центрального воспламенения с бесфланцевой гильзой цилиндрической формы, разработанный Джоном Браунингом в 1908 году для фирмы Colt на основе патрона 9×20 мм SR Browning Long. В этой разработке Дж.Браунинг наконец преодолел свое "недоверие" к фиксации в патроннике пистолетного патрона с цилиндрической гильзой передней кромкой последней и отказался от полуфланцевой (semi-rimmed) конструкции гильзы.

## Описание
Гильза патрона цилиндрической формы с невыступающей закраиной, образованной кольцевой проточкой. Может быть как латунной, так и стальной, плакирована медью или латунью.
Патрон 9×17 мм обладает невысокой мощностью, достаточной для поражения человека только при точной стрельбе по незащищённым участкам тела. Его преимуществом является небольшая отдача оружия, положительно сказывающаяся на точности стрельбы, низкая вероятность рикошетов, возможность использования в лёгких и компактных пистолетах.

## Типы патронов
Стандартная пуля — оболочечная, состоит из свинцового сердечника и оболочки из томпака, в передней части для повышения пробивной способности сделано утолщение. Кроме того, разработаны и выпускаются патроны с пулями повышенного останавливающего действия:
- Cor-Bon Self-Defense Ammunition 380 ACP 90 Grain JHP — патрон с экспансивной оболочечной пулей типа «Jacketed Hollow Point» (с углублением в носике пули) массой 90 гран;
- Buffalo Bore Ammunition 380 ACP +P 90 Grain JHP — патрон с такой же экспансивной оболочечной пулей типа «Jacketed Hollow Point» массой 90 гран и увеличенным пороховым зарядом;
- Remington Golden Saber Ammunition 380 ACP 102 Grain Brass JHP — патрон с экспансивной оболочечной пулей с бронзовой оболочкой типа «Jacketed Hollow Point» массой 102 гран.

## Применение
Патрон приобрёл популярность в Европе и Америке в качестве боеприпаса для полицейского и гражданского оружия. Компактные полимерные пистолеты калибра 380 АСР, такие как Glock 42, Ruger LCP, Kahr CW380, в снаряженном виде весят около 450 граммов, за что получили большое распространение как гражданское оружие для скрытого ношения.
В России сертифицирован в качестве боеприпаса для служебного оружия, с 1996 года выпускается ОАО «Тульский патронный завод» под обозначением 9×17 мм К (используется, например, для пистолета ИЖ-71).

## Достоинства и недостатки
Как и все боеприпасы, патрон 9 × 17 мм имеет свои достоинства и недостатки:
Достоинства:
- Комфортная стрельба патроном и умеренная отдача даже в небольшом оружии
- Этот патрон считается минимально пригодным калибром для самообороны по своим характеристикам, потому популярен в охранных структурах. Все, что имеет более низкую энергию и калибр уже не может обладать должным останавливающим действием пули
- Возможность устанавливать на оружие простой по конструкции глушитель из-за дозвуковой начальной скорости пули

Недостатки:
- Достаточно большие габариты для служебного оружия
- Невысокое пробивное действие пули
- Невысокая боевая дальность стрельбы

## Иные обозначения
Помимо 9×17 мм и .380 ACP данный патрон имеет также следующие обозначения:
- 9 mm Browning Court;
- 9 mm Browning Short;
- 9 mm Browning Kurz;
- 9 mm Browning Corto;
- 9 mm Short;
- 9mm Kratak;
- 9 mm k;
- 9mm Scurt;
- 9 mm m.34;
- 9 mm Beretta m.1934;
- 9 mm Selbstladepistole (.380);
- .380 Auto;
- .380 Auto Pistol;
- .380 °C.A.P.H.;
- .380 Colt Auto Pistol Hammerless;
- DWM 540.